# IJburg
L'IJburg, est un quartier résidentiel en construction dans l'arrondissement est d'Amsterdam. Ce district est situé sur plusieurs îles artificielles, selon un schéma de rues perpendiculaires.

## Une construction controversée
La construction du quartier a été décidée en 1996 par la municipalité d'Amsterdam. Les opposants avaient de fortes objections quant à l'épuisement des ressources naturelles dans l'IJmeer, et ont demandé un référendum ; celui-ci fut organisé le 19 mars 1997. Une majorité des électeurs (60 %) était contre la construction de l'IJburg, mais la participation (41 %) étant trop faible, sa validité n'a pas été retenue et la construction s'est poursuivie. Afin de compenser pour la perte de valeurs naturelles, une nouvelle (petite) réserve a été construite le long du Waterlandse Zeedijk, près de Durgerdam.

## Les îles composant le quartier

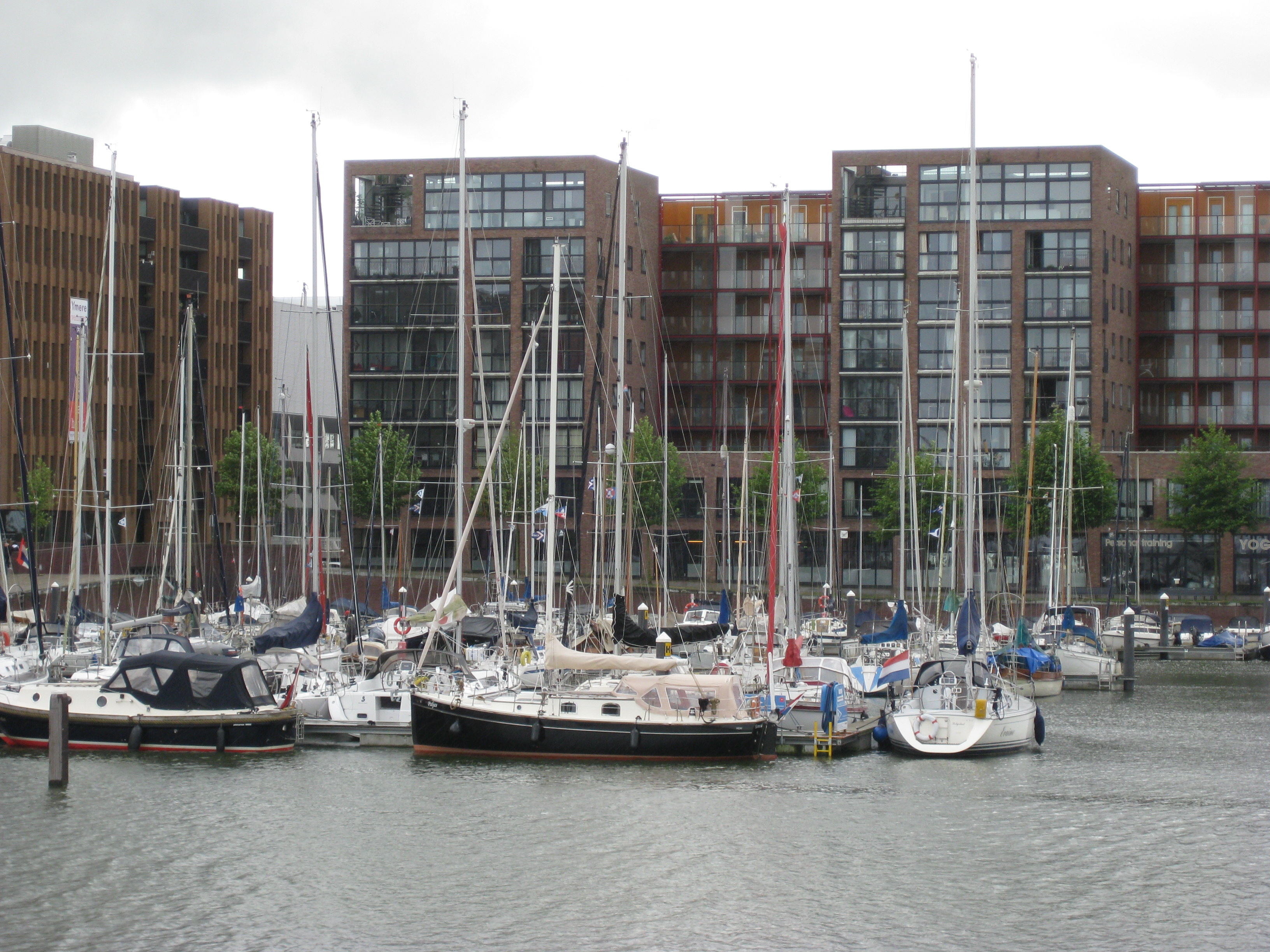
Port de l'IJburg.

Il était initialement prévu que l'IJburg soit composé de six îles artificielles construites sur l'IJmeer : Steigereiland, les deux îles Haveneiland (îles du port) et les trois Rieteilanden. La construction s'est cependant arrêtée à cause de la crise économique de 2008.
Depuis, elle a repris, et, le quartier rencontrant un nouveau succès, quatre îles supplémentaires sont désormais prévues. Ce seront : Centrumeiland (île du centre), Middeneiland (île du milieu), Strandeiland (île de plage) et Buiteneiland (île de l'extérieur). La construction de ces dernières fut encore retardée à cause d'une décision de la Haute Cour administrative visant à annuler le permis de construire de la phase 2 en raison du manque de considération pour l'environnement local. Ce problème fut rapidement réglé.
L'autorisation de construction d'une septième île est également donnée, et l'île est livrée en 2015.
L'artère principale, l'IJburglaan (avenue IJburg), relie les îles entre elles. Une nouvelle ligne de tramway relie les îles à la gare centrale d'Amsterdam (ligne 26). Elle est la plus récente du réseau, et est la seule à permettre le transport de bicyclettes non-pliables dans ses wagons.

## Des maisons flottantes
En prévoyance de la hausse des eaux, un des moyens de s'adapter est de construire des maisons flottantes. Ce quartier expérimente en ce sens, et ces maisons sont souvent construites sur mesure, gaies avec de grandes baies vitrées aux terrasses et arrimées à un fronton. Les vélos et les bateaux sont privilégiés face à l'automobile. Les propriétaires achètent l'emplacement sur l'eau pour une durée de 99 ans. Le prix de revient du m² est d'environ la moitié de celui du centre-ville. L'eau apporte une qualité de vie recherchée aux Pays-Bas. Les premières livraisons ont eu lieu en 2013.

## Les ponts

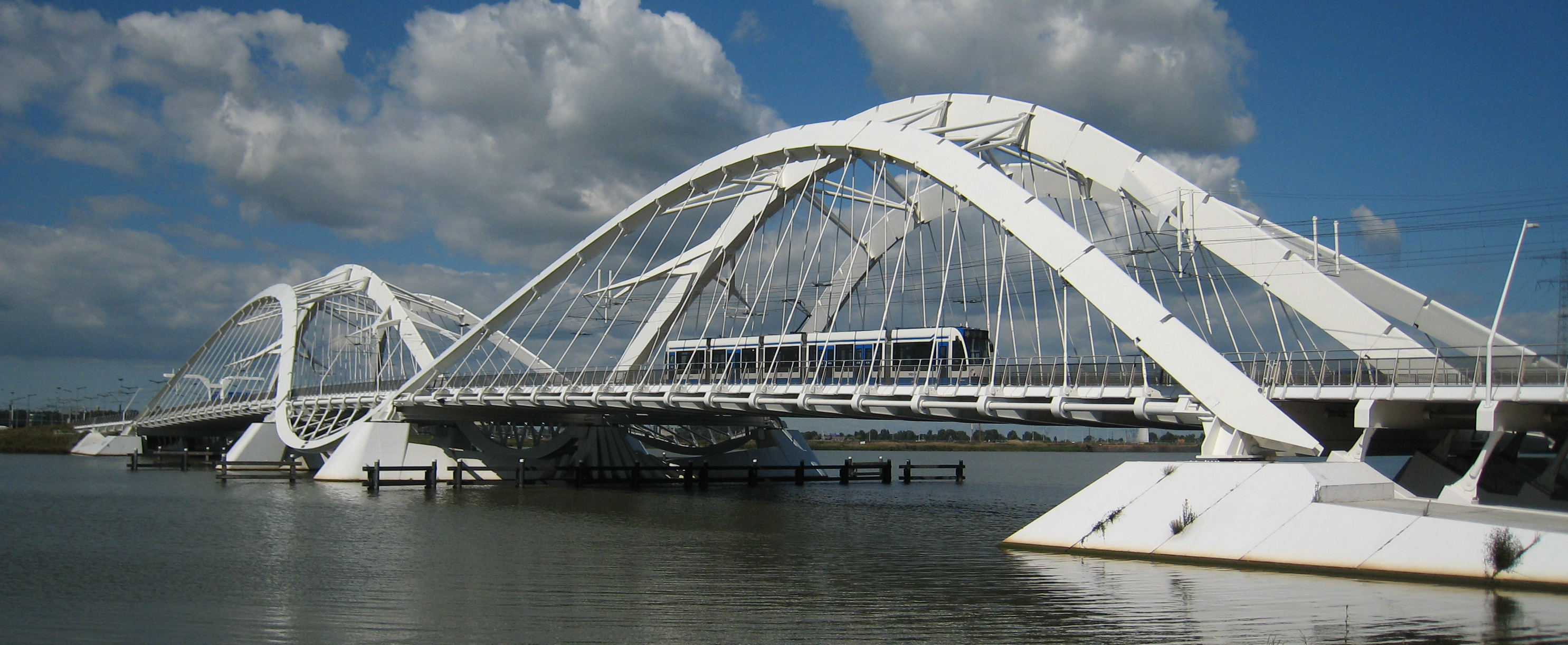
Le pont Enneüs Heerma.

IJburg étant situé dans le lac IJ et se composant d'îles, des ponts sont nécessaires. Le premier pont achevé, celui d'Enneüs Heerma en 2001, relie Zeeburgereiland à Steigereiland, c'est la principale entrée. Il est également utilisé par l'IJtram (tramway ligne 26), qui dessert les îles. Un autre pont fut construit en 2005 : le Nesciobrug.